# Neven Subotić
Neven Subotic (nascut el 10 de desembre de 1988 en Prnjavor, actual Bòsnia i Hercegovina) és un exfutbolista serbi, que jugava com defensa central.
Subotić va fer el seu debut com a professional el 2007 amb el 1. FSV Mainz 05. L'any següent, va signar amb el Borussia Dortmund, on va passar la major part de la seva carrera, guanyant dos títols de la Bundesliga. Després de deixar el Dortmund el 2017, va tenir una sèrie d'encanteris a clubs d'Alemanya, França i Turquia, abans de fitxar pel SC Rheindorf Altach el gener del 2021.
Nascut de pares serbis de Bòsnia, Subotić va viure a Alemanya i els Estats Units durant la seva joventut i va jugar per a aquesta darrera nació als nivells sub-17 i sub-20. A nivell sènior, va escollir representar la selecció Sèrbia, fent el seu debut internacional complet el 2009 i disputant-hi a la Copa del Món de la FIFA 2010.